# Ornsay
Ne doit pas être confondu avec Oronsay, Orosay ou Orsay.
Ornsay est une petite île à l'est de la péninsule de Slèite sur l'île de Skye dans les Hébrides intérieures en Écosse. Elle est largement reconnue comme l'une des plus belles îles de la mer des Hébrides. L'île fournit un bon abri à un port naturel dans le village d'Isleornsay (en) .  

## Phare
Un phare a été construit en 1857 par le Northern Lighthouse Board en réalité sur l'îlot à marée nommé Eilean Sionnach sur la rive sud d'Ornsay.   